# Metaparagia pictifrons
Metaparagia pictifrons är en stekelart som först beskrevs av Smith 1857.  Metaparagia pictifrons ingår i släktet Metaparagia och familjen Masaridae. Inga underarter finns listade i Catalogue of Life.